# Fiódor Bogatyrchuk
Fiódor Parfenovych Bohatyrchuk (em russo: Фёдор Парфеньевич Богатырчук) (Kiev, 27 novembro de 1892 - Ottawa, 4 de setembro de 1984) foi um mestre internacional de xadrez ucraniano-canadense. Ele também era médico (radiologista), ativista político e escritor. Foi campeão soviético em 1927. Sempre foi feita uma conexão entre Bohatyrchuk e o personagem Dr. Jivago, do popular romance de Boris Pasternak (vencedor do Prêmio Nobel de Literatura de 1958), bem como de um filme vencedor do Oscar de mesmo nome de 1965.